# تسوباسا يوكوتاكي
تسوباسا يوكوتاكي (باليابانية: 横竹 翔) (30 أغسطس 1989 في هيروشيما في اليابان – )؛ هو لاعب كرة قدم ياباني سابق كان يلعب كلاعب وسط.

## وصلات خارجية
- تسوباسا يوكوتاكي على موقع الاتحاد الدولي (مؤرشف)  (الإنجليزية)
- تسوباسا يوكوتاكي على موقع رابطة كرة القدم اليابانية للمحترفين (اليابانية)
- تسوباسا يوكوتاكي على موقع قاعدة بيانات كرة القدم.إي يو (الإنجليزية)
- تسوباسا يوكوتاكي على موقع Soccerway.com (الإنجليزية)
- تسوباسا يوكوتاكي على موقع عالم كرة القدم.نت (الإنجليزية)
- تسوباسا يوكوتاكي على موقع كووورة